# Buis-sur-Damville
Buis-sur-Damville és un municipi francès situat al departament de l'Eure i a la regió de Normandia. L'any 2007 tenia 890 habitants.

## Demografia

### Població
El 2007 la població de fet de Buis-sur-Damville era de 890 persones. Hi havia 308 famílies de les quals 56 eren unipersonals (26 homes vivint sols i 30 dones vivint soles), 100 parelles sense fills, 129 parelles amb fills i 23 famílies monoparentals amb fills.
La població ha evolucionat segons el següent gràfic:
Habitants censats

### Habitatges
El 2007 hi havia 408 habitatges, 314 eren l'habitatge principal de la família, 77 eren segones residències i 17 estaven desocupats. Tots els 407 habitatges eren cases. Dels 314 habitatges principals, 276 estaven ocupats pels seus propietaris, 32 estaven llogats i ocupats pels llogaters i 6 estaven cedits a títol gratuït; 2 tenien una cambra, 8 en tenien dues, 39 en tenien tres, 85 en tenien quatre i 180 en tenien cinc o més. 263 habitatges disposaven pel capbaix d'una plaça de pàrquing. A 108 habitatges hi havia un automòbil i a 196 n'hi havia dos o més.

### Piràmide de població
La piràmide de població per edats i sexe el 2009 era:
| Homes | Edats   | Dones |
| ----- | ------- | ----- |
| 0     | 95 o +  | 0     |
| 0     | 90 a 94 | 0     |
| 0     | 85 a 89 | 4     |
| 8     | 80 a 84 | 0     |
| 12    | 75 a 79 | 12    |
| 16    | 70 a 74 | 24    |
| 8     | 65 a 69 | 8     |
| 8     | 60 a 64 | 20    |
| 16    | 55 a 59 | 4     |
| 28    | 50 a 54 | 28    |
| 32    | 45 a 49 | 24    |
| 24    | 40 a 44 | 40    |
| 28    | 35 a 39 | 36    |
| 24    | 30 a 34 | 24    |
| 28    | 25 a 29 | 24    |
| 16    | 20 a 24 | 8     |
| 44    | 15 a 19 | 44    |
| 48    | 10 a 14 | 36    |
| 16    | 5 a 9   | 40    |
| 32    | 0 a 4   | 24    |

## Economia
El 2007 la població en edat de treballar era de 574 persones, 453 eren actives i 121 eren inactives. De les 453 persones actives 431 estaven ocupades (228 homes i 203 dones) i 22 estaven aturades (9 homes i 13 dones). De les 121 persones inactives 43 estaven jubilades, 47 estaven estudiant i 31 estaven classificades com a «altres inactius».

### Ingressos
El 2009 a Buis-sur-Damville hi havia 325 unitats fiscals que integraven 938 persones, la mediana anual d'ingressos fiscals per persona era de 20.576 €.

### Activitats econòmiques
Dels 30 establiments que hi havia el 2007, 2 eren d'empreses de fabricació d'altres productes industrials, 7 d'empreses de construcció, 5 d'empreses de comerç i reparació d'automòbils, 2 d'empreses de transport, 1 d'una empresa d'informació i comunicació, 1 d'una empresa financera, 3 d'empreses immobiliàries, 7 d'empreses de serveis i 2 d'empreses classificades com a «altres activitats de serveis».
Dels 11 establiments de servei als particulars que hi havia el 2009, 1 era un taller de reparació d'automòbils i de material agrícola, 1 establiment de lloguer de cotxes, 3 paletes, 1 guixaire pintor, 1 fusteria, 2 electricistes, 1 perruqueria i 1 agència immobiliària.
Dels 2 establiments comercials que hi havia el 2009, 1 era una sabateria i 1 una botiga de material de revestiment de parets i terra.
L'any 2000 a Buis-sur-Damville hi havia 19 explotacions agrícoles.

## Equipaments sanitaris i escolars
El 2009 hi havia una escola elemental integrada dins d'un grup escolar amb les comunes properes formant una escola dispersa.

## Poblacions més properes
El següent diagrama mostra les poblacions més properes.